# Powell-doktrinen
Powell-doktrinen er en journalistisk betegnelse for de principper for militært engagement, som general Colin Powell byggede sin udenrigspolitik på, da han som USA´s stabschef var øverste leder for de amerikanske styrker i Golfkrigen. Doktrinen bygger i høj grad på Weinberger Doktrinen (Caspar Weinberger var Powells tidligere chef og forgænger som minister). 
Powell-doktrinen stiller en række spørgsmål, som skal kunne besvares bekræftende, før et militært indgreb bliver tiltrådt af De Forenede Stater: 
1. Er vitale nationale sikkerhedsinteresser i fare?
2. Har vi (USA) et klart opnåeligt mål?
3. Er risici og omkostninger blevet fuldt og helt ærligt analyseret?
4. Er alle andre ikke-voldelige politiske løsninger blevet fuldt udnyttet?
5. Er der en brugbar tilbagetrækningsstrategi for at undgå et udsigtsløst engagement?
6. Er konsekvenserne for vores indsats er blevet grundigt overvejet?
7. Støttes foranstaltningerne af den amerikanske befolkning?
8. Har vi (USA) en ægte bred international støtte?

Det femte punkt i doktrinen er ofte fortolket således, at USA ikke bør involvere sig i fredsbevarende eller nationale operationer. 
Powell udvidede doktrinen ved at erklære, at i særlige tilfælde skal enhver ressource og ethvert redskab tages i anvendelse for at opnå afgørende styrke mod fjenden. Brug af overvældende magt skal maksimerer mulighederne for succes og minimerer tab og skal hurtigt afslutte konflikten ved at tvinge den svagere magt til at kapitulere. Dette er helt i tråd med klassisk vestlig militærstrategi med rod i Carl von Clausewitz's afhandling Om krig. 
Tankegangen om brug af overvældende magt, for at skræmme modstanderen til overgivelse, er imidlertid blevet kritiseret internationalt for at være i modstrid med proportionalitetsprincippet. Det er et alment princip i international ret som tilsiger at et indgreb ikke bør være mere vidtgående end hvad formålet tilsiger.  
Doktrinen er blevet benyttet til med sammenligning af Vietnamkrigen, Golfkrigen, og Irakkrigen.
| Politik | Spire Denne artikel om politik og ideologi er en spire som bør udbygges. Du er velkommen til at hjælpe Wikipedia ved at udvide den. |